# پوریا قلی‌پور
پوریا قلی‌پور یک بازیکن هندبال اهل ایران است.
متولد سال ۱۳۷۲ شهرستان نور می‌باشد.

## افتخارات
- مقام سوم قهرمانی آسیا در سال ۲۰۱۷ میلادی به میزبانی تایلند.[۱][۲]

. پدیده چندین دوره مسابقات قهرمانی کشور و آسیا